# Anne Hathaway (esposa de Shakespeare)
Anne Hathaway (c. 1556 — 6 de agosto de 1623) foi esposa do dramaturgo e poeta William Shakespeare. Vivia numa família com seis irmãos (duas meninas e quatro meninos). Era filha de Richard Hathaway, fazendeiro de Shottery, cidade a cerca de 1,5 km de Stratford-upon-Avon. Morava numa residência de doze aposentos chamada "Hewlands" (terras desbravadas), que ainda existe e está aberta a visitação.
William e Anne casaram-se em 1582. O casal teve três filhos: Susanna, em 26 de maio de 1583 (que se casou em 1607, aos 24 anos, com John Hall, um médico de Stratford, com quem teve uma filha, Elizabeth), e o casal de gêmeos Hamnet e Judith, em 1585. Judith casou-se com Thomas Quiney, um taberneiro, e teve três filhos que morreram antes de se casarem; Judith, porém, morreu aos 77 anos. Hamnet morreu no verão de 1596, aos 11 anos de idade.
Especula-se que o casamento de Anne e Shakespeare teria sido forçado pelo clã dos Hathaway, visto que, ao se casarem (ele, aos 18 anos de idade e ela, aos 26), ela já estava grávida. Posteriormente, Anne Hathaway aparece em alguns dos escritos de seu famoso esposo. No entanto, o consenso é de que pouco se sabe sobre a vida particular de Anne Hathaway.